# August Wilhelm Hartmann
August Wilhelm Hartmann (né le 6 novembre 1775 et mort le 15 novembre 1850) est un violoniste, organiste et compositeur classique danois. Il appartient à la deuxième génération de la famille de compositeurs Hartmann. 

## Biographie
August Wilhelm Hartmann naît à Copenhague le 6 novembre 1775. Il suit les cours de son père, le compositeur Johann Hartmann (1726-1793), et du compositeur Claus  Schall (1757-1835). Sa musique, de style classique, est apparentée à celle de contemporains comme Kuhlau. Il a laissé peu d’œuvres mais on peut citer par exemple une sonate en do dièse mineur pour piano (environ 1814-1814) et trois collections de thèmes et variations également pour le piano (1815).   
Il est marié à Christiane Petrea Frederica Wittendorf  (1778-1848), fille de l'organiste du Palais de Fredensborg, Peter Andreas Wittendorf (1738-1820), et petite-fille de l'organiste de Kolding, Peter Wittendorf (ca 1710-1796), d'origine allemande. Le couple a un fils unique, le compositeur  Johan Peter Emilius Hartmann.  
De 1796 à 1817, August Wilhelm Hartmann est premier violon à l' Orchestre royal du Danemark et ensuite, de 1817 à 1824, maître de chapelle et organiste de la Garnisonskirke de la même ville, poste auquel il doit renoncer en 1824 en raison d’une surdité croissante, et auquel lui succédera son fils.  
Sa femme est gouvernante du prince héritier, le futur Frederik VII. La sœur de celle-ci, Henriette -  mariée au frère d'August Wilhelm, le violoniste Ludwig August Hartmann (1773-1831) - s'occupera des enfants de Johan Peter Emilius Hartmann après le décès prématuré de leur mère. Passionnée de théâtre, elle est décrite par HC Andersen sous les traits de «Tante Jette» dans le conte Mosteren (La tante). 
Lorsqu’August Wilhelm Hartmann meurt le 15 novembre 1850, HC Andersen écrit pour ses funérailles une poésie, qui sera mise en musique par Johan Peter Emilius Hartmann. Ce dernier compose aussi à sa mémoire son motet Quando Corpus Morietur.
HC Andersen, dans son conte «La vieille pierre tombale», a fait un portrait de August Wilhelm Hartmann et de sa femme.